# Europarlamentari pentru Țările de Jos 2004-2009
Aceasta este lista membrilor Parlamentului European din Țările de Jos în legislatura 2004-2009, ordonați după nume.

## Lista

### B
- Bastiaan Belder (Independență și Democrație)
- Thijs Berman, Partij van de Arbeid (Partidul Socialiștilor Europeni)
- Johannes Blokland (Independență și Democrație)
- Emine Bozkurt, Partij van de Arbeid (Partidul Socialiștilor Europeni)
- Kathalijne Buitenweg, Green Left (Grupul Verzilor - Alianța Liberă Europeană)

### C
- Dorette Corbey, Partij van de Arbeid (Partidul Socialiștilor Europeni)

### D
- Bert Doorn, Christen-Democratisch Appèl (Partidul Popular European)

### E
- Camiel Eurlings, Christen-Democratisch Appèl (Partidul Popular European)

### G
- Els de Groen-Kouwenhoven, Europa Transparant (Grupul Verzilor - Alianța Liberă Europeană)

### H
- Jeanine Hennis-Plasschaert (Alianța Liberalilor și Democraților pentru Europa)

### I
- Sophia Helena in 't Veld (Alianța Liberalilor și Democraților pentru Europa)

### K
- Elly de Groen-Kouwenhoven., Europa Transparant (Grupul Verzilor - Alianța Liberă Europeană)

### L
- Joost Lagendijk, Green Left (Grupul Verzilor - Alianța Liberă Europeană)
- Kartika Liotard (Stânga Unită Europeană - Stânga Verde Nordică)

### M
- Albert Jan Maat, Christen-Democratisch Appèl (Partidul Popular European)
- Jules Maaten (Alianța Liberalilor și Democraților pentru Europa)
- Toine Manders (Alianța Liberalilor și Democraților pentru Europa)
- Maria Martens, Christen-Democratisch Appèl (Partidul Popular European)
- Edith Mastenbroek, Partij van de Arbeid (Partidul Socialiștilor Europeni)
- Erik Meijer (Stânga Unită Europeană - Stânga Verde Nordică)
- Jan Mulder (Alianța Liberalilor și Democraților pentru Europa)

### O
- Ria Oomen-Ruijten, Christen-Democratisch Appèl (Partidul Popular European)

### V
- Paul van Buitenen, Europa Transparant (Grupul Verzilor - Alianța Liberă Europeană)
- Margrietus van den Berg, Partij van de Arbeid (Partidul Socialiștilor Europeni)
- Ieke van den Burg, Partij van de Arbeid (Partidul Socialiștilor Europeni)
- Lambert van Nistelrooij, Christen-Democratisch Appèl (Partidul Popular European)

### W
- Jan Marinus Wiersma, Partij van de Arbeid (Partidul Socialiștilor Europeni)
- Corien Wortmann-Kool, Christen-Democratisch Appèl (Partidul Popular European)